# Gaudichaudia chasei
Gaudichaudia chasei är en tvåhjärtbladig växtart som beskrevs av W.R. Anderson. Gaudichaudia chasei ingår i släktet Gaudichaudia och familjen Malpighiaceae. Inga underarter finns listade i Catalogue of Life.